# تشرميل
تشرميل وهي كلمة في الدارجة المغربيّة مُشتقّة من شرمولة التي تعني مجموعة من نكهات الطعام التي تُضاف لأطباق اللحوم على غِرار الثوم، زيت الزيتون، البقدونس وما إلى ذلك لكنّ المُصطلَح تغيّر من ناحيّة المفهوم في الآونة الأخيرة وصارَ يرتبطُ بشكلٍ أو بآخر بالعصابات والمُجرمين. بشكلٍ عام فإنّ تشرميل ومُفردها مُشرمَل تُطلق على الشاب المُراهِق المُسلّح بالسيوف والسكاكين والذي يقومُ بعمليات سرقة والتباهي بها من خِلال عرض الغنائم على مواقع التواصل الاجتماعي وبخاصّةٍ في فيسبوك.
يعتمدُ ما يُعرف بالمُشرملَون في طريقة عملهم على نشرِ الخوف والهلع في صفوف باقي المواطنين من خلال نشر صور وَفيديوهات تصوّر أعضاء العصابة وهم يرتكبونَ جرائم كالسرقة والاعتداء بالأسلحة البيضاء والتي عادةً ما تلقى رواجًا ومتابعةً على وسائل التواصل الاجتماعي. حسبَ بعض الدراسات؛ فإنّ معظم المجرمين الذين يُطلق عليهم لقب المشرملون يميلون إلى أن يكونوا عنيفين وعادةً ما يطعنون الضحيّة أو يتركون ندبات على وجههِ على الرغم من حصولهم على مرادهم كالهواتف المحمولة؛ الساعات الثمنية والأموال.
يتشاركُ المشرملون في عددٍ من الأشياء على غِرار قصات الشعر الغريبة والملابس غالية الثمن بما في ذلك الأحذية من نوع نايكي آير ماكس كما يسعونَ لمحاكاة عصابات الشوارع المنظمة في الولايات المتحدة الأمريكية وفي دول أمريكا اللاتينيّة وعلى رأسها كولومبيا كما يتشاركونَ في نوعِ الأسلحة التي يحملونها دومًا معهم والتي تتمثل بالأساس في السكاكين، السواطير والسيوف.

## التاريخ

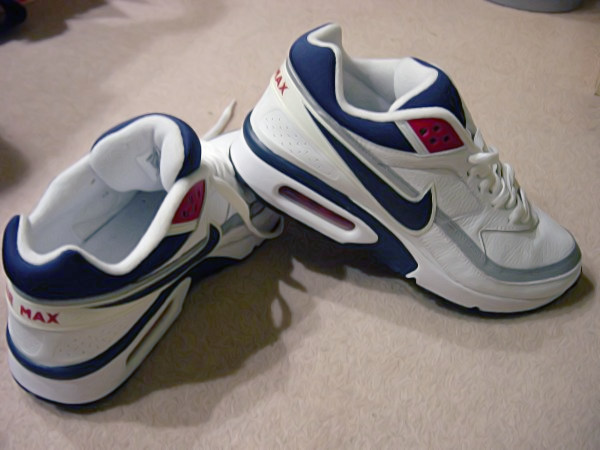
الأحذية التي عادةً ما يرتديها «المشرملون المغاربة»

جرائم العنف والسطو والسرقة لم تكن وليدة اللحظة في المغرب لكنّ ظاهرة التشرميل انتشرت بشكلٍ موحد تقريبًا وصارت تهوي عددًا من الشباب العاطِلين عن العمل وذوي السوابق القضائيّة في ظلّ فشل قوات الأمن في إحكام سيطرتها على عددٍ من الأحياء الفقيرة. من غيرِ المعروف متى ظهرَ هذا المُصطلح وأوّل من استعمله لكنّ بعض المصادر تُشير إلى أنّ ما يُعرف بالتشرميل قد بدأ عقبَ هجومِ عصابةٍ ما على صالون حلاقة للشعر في حيّ المعاريف بالدار البيضاء خلال آذار/مارس 2014 حيثُ اقتحمَ ثلاث شبان الصاولون وخربوه من خلال استخدام المناجل كما روعوا العملاء الذي فروا منَ الرعب. أعقبَ ذلك موجة منً الجرائم المُقلّدة والاعتداءات الخطيرة التي تسببت في أضرار جسدية فعلية وعمليّات قتل بطرقَ شنيعة.
على الرغم من أن ظاهرة التشرميل قد بدأت في الدار البيضاء إلا أنّها سُرعانَ ما انتقلت وتفشت في عددٍ من المدن الأخرى وعلى رأسها فاس، مكناس، أكادير الرباط وَمراكش وعدد آخر منَ المدن المغربية. قصدَ مكافحة هذه الظاهرة؛ أعلنَ العاهل المغربي محمد السادس يوم السابع من نيسان/أبريل 2014 حملة كبرى أسفرت عن عمليات اعتقال لعددٍ من المجرمين أو من يُطلق عليهم لقبَ «المشرملين».
بالرغم من ذلك فقد تزايد عدد الهجمات ضدّ المواطنين والسياح وغيرهم في جميع أنحاء المدن المغربية، ويرجع ذلك أساسًا إلى النقص الحاد لقوات الشرطة في الأحياء الفقيرة وعدم وجود عقوبات قانونية صارمة باعتبارِ أنّ معظم الجناة يحصلون على أحكام بالسجن لمددٍ تتراوح بين ستة أشهر وعام واحد فقط ما يُتيح لهم العودة من جديد وارتكابِ المزيد من جرائم العنف والسطو المُسلّح.

## الأسباب
هناك عدّة أسباب تُفسّر ظهور ما يُعرف بالتشرميل في المجتمع المغربي منها ما هو تعليمي تربوي ومنها ما هو سياسي إلى جانبِ أسباب أخرى ثانويّة.

### أسباب تعليميّة
تبلغُ نسبة الأميّة في صفوفِ الشباب المغربي حوالي 11% حسبَ إحصاءات عام 2017 كما أنّ عددَ المنقطعين عن الدراسة قاربَ الـ 400.000 تلميذ في عام 2008 لوحده. وفي ظلّ فشل الدولة في إعادة إدماج هؤلاء المنقطعين؛ يتحوّل عددٌ كبير منهم للتشرميل باعتبارها طريقةً أسهل لكسبِ الأموال فضلًا عن استعراض العضلات. من المعروف أنّ النسبة الأكبر من المشرملين في المغرب هم أميّون أو انقطعوا عن الدراسة في وقتٍ مبكر جدًا ما يجعلهم عُرضةً للجهل وباقي المخاطر. هذا الجهل يَظهر مباشرةً حينما يقومُ هؤلاء البلطجيّة بمشاركة صورهم على مواقع التواصل بالسيوف والسواطير ما يُمكّن الشرطة المغربيّة وبشكلٍ أدق الشرطة التقنيّة من تعقبِ مكانهم والقبض عليهم. ليس هذا فقط؛ بل إنّ جهل المشرملين يظهرُ بوضوح حينما يقومون بعمليات سرقة وسطو في أماكن مزوّدة بالكاميرات فضلًا عن إخفاقهم الكبير في التعامل مع المسروقات وخاصّة عندما يتعلّق الأمر بالأجهزة الإلكترونية على غِرار الهواتف الذكية واللوحات وما إلى ذلك.

### أسباب سياسيّة
هناك عدّة أسباب سياسيّة دفعت بقطاعٍ واسع من الشباب المغربي إلى اللجوء إلى التشرميل وعلى رأسها ارتفاع نسبة البطالة في صفوف الشباب حيثُ سجّلت في عام 2018 أزيدَ من 10% فضلًا عنِ الأوضاع الاقتصاديّة المتدهورة حيث لا يتجاوزُ دخل الفرد المغربي سنويًا 5000 دولار والذي لا يكفيهِ عادةً لسدّ كل متطلابته الضرورية للعيش إلى جانبِ غياب الأمن خاصّة في الأحياء الفقيرة وحضوره الهزيل جدًا على مستوى العقوبات التي تزدادُ سوءًا بسببِ العفو الملكي في كل مناسبة والذي عادة ما يشملُ الآلاف من مرتكبي الجرائم الصغيرة الذين سُرعان ما يعودون لاقتراف نفس الجرائم التي دخلوا السجن بسببها.